# Cycloramphus bolitoglossus
Espèce
Synonymes
- Borborocoetes bolitoglossus Werner, 1897
- Craspedoglossa santae-catharinae Müller, 1922

Statut de conservation UICN

 DD  : Données insuffisantes
Cycloramphus bolitoglossus est une espèce d'amphibiens de la famille des Cycloramphidae.

## Répartition
Cette espèce est endémique du Sud du Brésil. Elle se rencontre dans l'est des États de Santa Catarina et de Paraná, entre 800 et 1 000 m d'altitude dans la Serra do Mar.

## Publication originale
- Werner, 1897 : Über einige noch unbeschriebene Reptilien und Batrachier. Zoologischer Anzeiger, vol. 20, p. 261–267 (texte intégral).